# Rascló de Roviana
El rascló roviana (Hypotaenidia rovianae) és una espècie d'ocell de la família dels ràl·lids (Rallidae) que habita els boscos d'algunes illes de l'Arxipèlag de les Salomó.